# 常磐工業地域
常磐工業地域（じょうばんこうぎょうちいき）とは、茨城県日立市周辺と福島県いわき市周辺の工業地域。
日立市付近には江戸時代以前から多数の鉱山が存在していた。これを背景として明治時代に久原房之助が赤沢銅山を買収して日立鉱山として銅を採掘し、その鉱山機械の修理工場が基となって日立製作所が発足、以来この地域は電気機械、一般機械の生産地として発達した。
いわき市周辺もまた鉱山開発によって工業が発達した。江戸時代末期から常磐炭田の中心地として栄えたが、昭和末期に閉山した。これに代わり小名浜に化学製品工場や輸送機械工場、製紙工場が誘致され、現在この地域は福島県下屈指の工業地区となっている。
平成19年の年間製造品出荷額は概ね3.8兆円であり、一般機械工業、電気機械工業、非鉄金属工業、化学工業、情報通信機械工業の製造品出荷額が全体の約64%を占める。

## 各地域の特徴
各地域の特徴は以下のとおり。括弧内は平成19年の年間製造品出荷額。
- 日立市…非鉄金属、一般機械、電気機械（1.40兆円）
- ひたちなか市…一般機械、電気機械、電子部品・デバイス（0.95兆円）
- いわき市…情報通信機械、化学、輸送機械（1.07兆円）